# Verbascum erraticum
Verbascum erraticum är en flenörtsväxtart som beskrevs av Heinrich Carl Haussknecht. Verbascum erraticum ingår i släktet kungsljus, och familjen flenörtsväxter. Inga underarter finns listade i Catalogue of Life.